# Tanjung (Ulu Barumun)
Tanjung is een bestuurslaag in het regentschap Padang Lawas van de provincie Noord-Sumatra, Indonesië. Tanjung telt 1136 inwoners (volkstelling 2010).